# Музика Јерменије
Музика Јерменије (haykakan yerazhshtut’yun) има своје порекло у јерменској висоравни, датира из 3. миленијума пре нове ере и представља дугогодишњу музичку традицију која обухвата разноврсну секуларну и верску, или свету музику (као што су јерменско појање и тагови из шаракана, збирке најстаријих духовних песама Јерменије, заједно са аутохтоним хаз музичким записима). Народну музику је посебно сакупљао и преписивао Комитас Вардапет, истакнути композитор и музиколог, крајем деветнаестог и почетком двадесетог века, који се сматра и оснивачем модерне јерменске националне музичке школе. Јерменску музику представили су на међународном нивоу бројни уметници, као што су композитори Арам Хачатурјан, Александар Арутјунијан, Арно Бабаџањан, Хајг Гуденјан и Карен Кавалеријан, као и традиционални извођачи као што је свирач дудука Ђиван Гаспарјан.

## Мелодијска основа
Традиционална јерменска народна музика као и јерменска црквена музика није заснована на европском тонском систему већ на систему тетракорда. Последња нота једног тетракорда такође служи као прва нота следећег тетракорда – што чини много јерменске народне музике мање-више засновано на теоријски бескрајној скали.

## Народна музика
Јерменија има дугу традицију народне музике још од антике. Током совјетске ере, јерменска народна музика се предавала на државним конзерваторијумима – 1978. године, утицајни каноничар и композитор Хачатур Аветисјан основао је одсек за народну музику Државног конзерваторијума Комитас у Јеревану. Традиционални инструменти укључују следеће: каманче, канон (цитра у облику кутије), дол (двоглави ручни бубањ, види давул), оуд (лаута), дудук, зурла, кавал, сринг, сви, пку, паркапзук, тар, дмблак, бамбир и у мањем степену саз. Други инструменти који се често користе укључују виолину и кларинет. Дудук се сматра националним инструментом Јерменије, а међу његовим познатим извођачима су Маргар Маргарјан, Левон Мадојан, Ваче Ховсепјан, Геворг Дабагјан и Јегиш Манукјан, као и најпознатији Јерменски савремени дудукиста Џиван Гаспарјан.
Значајни извођачи народне музике су вокалисти као што су Арменак Шахмурадјан, Офелија Хамбардзумјан, Вагаршак Сахакјан, Араксија Гиулзадјан, Вардухи Хачатрјан, Норајр Мнацакањан, Хованес Бадаљан, Хајрик Мурадјан, Ваља Самвељан, Рима Сарибекјан, Авак Петросјан и Флора Мартиросјан.
Постоји и неколико јерменских фолклорних ансамбала, Фолклорни ансамбл Шогакен, основан 1995. у Јеревану, и други као што је Арев Јерменски фолклорни ансамбл.

### Уметностгусанаиашика
У древној и средњовековној Јерменији, гусани су били креативни и извођачки уметници – певачи, инструменталисти, играчи, приповедачи и професионални народни глумци у јавним позориштима. Реч гусан се први пут помиње у раним јерменским текстовима из 5. века, нпр. Фауст Византијски, Мојсије из Хорене и други. У раном средњем веку реч гусан се користила као еквивалент класичној грчкој речи мимос (mime). Постојале су 2 групе гусана:
1. Први су били из аристократских династија (феудалци) и наступали су као професионални музичари;
2. Другу групу чинили су популарни, али неписмени гусани.
Гусани су били и критиковани и хваљени, посебно у средњовековној Јерменији. Усвајање хришћанства је утицало на јерменске министранте, постепено мењајући њихову етичку и идеолошку оријентацију. Центар гусана био је Гогтн гавар (кантон), област у провинцији Васпуракан Велике Јерменије која се граничила са провинцијом Сјуник.
Током касног средњег века, гусане су наследили популарни, полупрофесионални музичари звани ашуг или ашик, који су свирали инструменте као што су каманче и саз. Сајат-Нова, ашик и песник из 18. века, поштован је у Јерменији. Остали јерменски ашуги су Џивани, Шерам, Ширин, Шаен, Хаваси и Ашот.

### Народна музика у јерменској дијаспори
Потомци преживелих из геноцида над Јерменима, пореклом из Западне Јерменије, и јерменски емигранти из других делова Блиског истока населили су се у разним земљама, посебно у Централној долини Калифорније. Уметници друге и треће генерације, попут Ричарда Хагопијана, свирача оуда који је повезан са кеф традицијом јерменско-америчке музике, очували су своје народне традиције. Овај плесно оријентисан стил јерменске музике, користећи јерменске и блискоисточне народне инструменте (често електрифициране) и неке западњачке инструменте, сачувао је народне песме и игре Западне Јерменије. Многи уметници су такође свирали савремене популарне песме космополитске Турске и других блискоисточних земаља из којих су Јермени емигрирали на Осму авенију Менхетна у Њујорку (назив surjaran или café aman значи кафетерија). Бендови као што је Восбикијан Бенд из Филаделфије били су значајни током 1940-их и 1950-их по развоју сопственог стила „кеф музике”, под јаким утицајем популарног америчког биг бенд џеза тог времена. Други свирач оуда, Џон Берберијан, посебно је познат по својим спојевима традиционалне музике са роком и џезом 1960-их.
У либанској и сиријској дијаспори, Георге Тутуњиан, Карниг Саркисијан и други изводили су јерменске револуционарне песме, које су брзо постале популарне међу јерменском дијаспором, посебно међу присталицама АРФ-а. У Техерану, у Ирану, народну музику јерменске заједнице карактерише дело Никола Галандеријана (1881–1946) и хора Готан.

## Религиозна музика
Јерменска верска (или света) музика, која је претежно вокална, једна је од најстаријих грана хришћанске културе, а уведена је након христијанизације Јерменије 301. године нове ере. Јерменско појање, компоновано у једном од осам модуса, најчешћа је врста религиозне музике у Јерменији. Написано је у хазу, облику аутохтоне музичке нотације. Многи од ових напева су древног порекла, који сежу до прехришћанских времена, док су други релативно модерни, укључујући неколико које је компоновао свети Месроп Маштоц, који је такође измислио јерменско писмо. Неки од најбољих извођача ових певања, или шаракана, наступају у Светој катедрали у Ечмиадзину (Вагаршапат), а међу њима је наступала и покојна сопран Лусине Закарјан.
Макар Јекмалјан (1856–1905) компоновао је Патараг, поставку Божанствене литургије Јерменске апостолске цркве, коју је завршио 1892. године у неколико аранжмана и која је први пут објављена у Лајпцигу 1896. године. Овакав распоред литургије инкорпорирао је полифоне и хомофоне гласовне делове у структуру Литургије. То је утицало на композициони приступ Комитаса, који је био Јекмалјанов ученик (заједно са делима Кристапора Кара-Мурзе) и такође увео полифонију у својој верзији Литургије крајем 19. века.

## Класична музика
Јерменски класични композитори отоманске класичне музике су Кемани Татјос Ексерцијан (1858–1913), теоретичар музике Хампартсум Лимонџијан (1768–1839) који је развио утицајни систем нотације „Хампарсум“ и Бимен Шен Дер Газаријан (1873–1919).
Александар Спендјаров (1871–1928), Армен Тигранијан (1879–1950) и Харо Степанијан најпознатији су по својим јерменским операма. Саргис Баркударјан (1887–1973) и Гаро Закаријан (1895–1967) су репрезентативни композитори пре- и раног совјетског јерменског доба. Најпознатији је, међутим, био Арам Хачатурјан (1903–1978), међународно познат, посебно по музици за разне балете и бесмртном Плесу са сабљама из композиције за балет Гајане. Геворг Јерменијан (1920–2005), Анахит Цицикијан (1926–1999), Арно Бабаџањан (1921–1983), Барсег Канатчијан (1885–1967), Едвард Мирзојан (1921–2012), Борис Парсаданијан (1925–1997), Ашот Зорабјан (1945–), Арам Сатијан (1947–) и Вартан Аџемијан (1956–) представљају јерменске композиторе из совјетског доба. Јосиф Андријасов (1933–2000) је био утицајни композитор-симфониста, морални филозоф и учитељ. Александар Арутјунијан (1920–2012) најпознатији је по свом Концерту за трубу у А-дуру. Александар Долуханијан (1910–1968) је компоновао или аранжирао бројне јерменске песме, укључујући и познату „Ласту”. Александар Аџемијан (1925–1987), Ашот Сатијан (1906–1958) и Вагаршак Котојан (1921–1992) познати су по својим доприносима јерменској хорској и вокалној музици. Едуард Абрамијан (1923–1986) писао је песме на поезију јерменских песника Ована Тумањана и Аветика Исакијана које су данас део стандардног репертоара. Артеми Ајвазјан (1902–1975) написао је прве совјетске музичке комедије, међу којима је и популарни „Стоматолог са Оријента“. Последњих година, Авет Тертеријан (1929–1994), Тигран Мансуријан (1939–), Ваче Шарафјан (1966– ) и Арам Петросјан (1972– ) су постигли глобални успех. Још један признати, новији, класични композитор је Хачатур Аветисијан (1926–1996), чије су многе композиције засноване на традиционалним фолклорним темама. Уругвајско-јерменски композитор Коријун Ахароњан (1940–2017), поред запаженог корпуса авангардних композиција, обавио је обимни музиколошки и политички рад. Јерменски националистички композитор Александар Калојан (1962–) познат је по својим изразито националистичким делима за војни бенд и оркестар, укључујући маршеве, тонске песме и симфоније које су одмах препознатљиве као „јерменске“.
У класичној музици многи јерменски певачи су стекли светска признања: сопрани Гохар Гаспарјан, Сона Газаријан, Арпине Пеливанијан, Лусине Амара, Кети Берберијан и, однедавно, Изабел Бајракдаријан и Ана Касјан, мецосопран Татевик Сазандарјан, тенори Тигар Левонјан, Гегам Григорјан, и Вахан Миракјан; басови Ара Берберијан и Хенрик Алавердијан, као и бас-баритон Барсег Туманијан.
У дијаспори, јерменски музичари као што су пијаниста Шахан Арзруни, виолинисти Маноуг Парикијан и Левон Чилингиријан, и композитори попут Алана Ховханеса достигли су међународну славу.
Јерменско-амерички композитор Џон Ходијан створио је „Песме изгнанства“, нову музику засновану на поезији средњовековног јерменског сликара, песника и свештеника Мкртича Нагаша. Са три вокалне солисткиње, уз дудук, оуд, дол и клавир, The Naghash Ensemble је на међународној турнеји од 2014. Њихову музику је немачка радио станица БР Класик описала као хибрид "класичне музике, џеза, фолка и постминимализма". Скот Џајлс (1965–) је Американац јерменског порекла познат по својим бројним симфонијама и концертима. Јерменско-канадски композитор Вахрам Саргсијан (1981– ) представља млађу генерацију јерменских савремених композитора који је углавном познат по својим хорским композицијама.

## Џез
Први џез бенд у Јеревану основан је 1936. године. Совјетски џез развили су Јермени попут Артемија Ајвазјана, који је основао Јерменски државни оркестар Естрада 1938. Запажени извођачи у вокалном жанру били су: Георги Минасијан, Арташес Аветијан и Левон Севан, као и Елвина Макарјан и Датевик Хованесијан. Тигран Хамасјан је савремени џез пијаниста рођен у Гјумрију који је под јаким утицајем јерменске народне традиције, често користећи њене скале и модалитете.

## Популарна музика

### Поп музика
Јерменске популарне песме изводили су познати извођачи из совјетског доба као што су Рубен Матевосјан, Офелија Хамбардзумјан, Вардухи Качатријан и Папин Погосијан. Сузан Јакар и Уди Хрант Кенкулијан били су познати кабаре извођачи у Турској током 1920-их и 1930-их. Остали представници совјетске и модерне јерменске поп музике укључују Белу Дарбињан, Раису Мкртчјан и савременије вокалне извођаче као што су Елвина Макарјан, Ерна Јузбашјан, Надежда Саргсјан, Зара Тоникјан, Сјузан Маргарјан и Датевик Хованесијан. Јерменски мушки поп извођачи су Рубен Хаквердјан и уметници из дијаспоре Адис Хармандијан, Пол Багдадлијан, Мануел Мененгичијан и Маким Паносијан. Хароут Памбоукјиан је широко популарна певачица рођена у совјетској Јерменији, а која тренутно живи у Лос Анђелесу.
Током 2000-их, поп певачи као што су Сирушо и Андре представљали су Јерменију на такмичењу за песму Евровизије.

#### Рабиз музика
Рабиз или рабис, је жанр јерменске популарне музике и поткултуре, који се одликује својим текстовима и плесно оријентисаним синтетизованим мелодијама у такту 6/8 са елементима јерменске народне музике. Упркос широкој употреби термина, етимологија или дефиниција речи "рабиз" није јасно схваћена. Према неким изворима, потиче од руске фразе „работники искусства“ која се користила у совјетско време, што значи „уметнички радници“, у односу на синдикате који су се специјализовали за нову музику.
Рабиз музика, коју свирају музичари као што су Татул Авојан и Хајк Гевондјан (познатији као Spitakci Hayko) је такође широко популарна међу јерменским дијаспорским заједницама у Лос Анђелесу и Русији.  Потжанр рабиз музике, назван „кеф“ (није повезан са истоименом јерменско-америчком кеф музиком), тиче се романтичне љубави или забаве, али и љубави према породици или патриотизму.
Рабиз музика је недавно доживела неочекивани међународни комерцијални успех, посебно у Турској, са „Ми Гна“ јерменско-америчког репера Супер Сакоа, у којем се појављује Хајк Гевондјан, који је на првом месту на Shazam Топ 100 листи, а његов видео је сакупио преко 190 милиона прегледа на YouTube-у.

### Рок
Међу рок бендовима старије генерације били су Аракјалнер (Апостоли) Артура Мешијана, Востан Хајотс, Ајас и Аревачак. Савремени јерменски рок бендови укључују Сард, Бамбир 2, Вордан Кармир, Догма, Реинкарнација и алтернативни рок бенд The Beautified Project. Јерменски прогресивни метал бендови су се такође појавили на јерменској музичкој сцени последњих година са бендовима као што су Доријанс (бенд) и Armenian Space Station.

### Хип Хоп
Хип хоп музика у Јерменији је популарна првенствено међу омладином. Један од запажених јерменских хип хоп бендова 2000-их био је Hay Tgheq ("Јерменски момци"), основан 2001. Након распада бенда, чланови Мишо и ХТ Хајко започели су сопствене соло каријере. Најпопуларнија хип-хоп песма на јерменском језику сматрана је песма из 2006. „Qami Pchi“ сада већ угашене групе HAYQ, коју је продуцирао канадско-јерменски композитор и продуцент ДерХова. У дијаспори, репер из Глендејла, из Калифорније, R-Mean, стекао је популарност међу јерменском заједницом песмом „Open Wounds“, која обележава сећање на геноцид над Јерменима, и покренуо покрет „Open Wounds 1915“. Друге јерменске реп групе су формиране у Немачкој, као што је Armenios, коју су у Немачкој основали A-Shot, ArmoX & 15Volt. Током 2010-их, поменути сингл јерменско-америчког репера Супер Сакоа „Ми Гна“ постигао је комерцијални успех широм света и ремиксован је на преко 10 језика и од стране међународних уметника, као што су Метр Гимс (Француска), Балти (Мароко) и ДЈ Пантелис (Грчка).

## Јерменски музичари из дијаспоре
Постоји велики број музичара јерменског порекла, али који живе или су рођени ван Јерменије.
У Француској је уметник Шарл Азнавур (рођен Азнавуријан), јерменског порекла, познат по својим наступима и песмама током деценија. System of a Down, међународно популарни алтернативни метал бенд из Сједињених Држава, основали су Дерон Малакијан, Серџ Танкијан, Шаво Одаџијан и Џон Долмајен, од којих су сви јерменско-америчког порекла. Танкијан је такође објавио неколико соло албума са политичким и друштвено свесним садржајем. Повремени сарадник СОАД- а Арто Тунчбојацијан је познати турски музичар јерменског порекла, који је познат у Турској и широм света, а тренутно има свој џез клуб у Јеревану, у Јерменији. Био је оснивач бенда Armenian Navy Band.
Клавијатуриста Дерек Шеринијан је познати рок клавијатуриста који је свирао са Алис Купером, групом Kiss и Dream Theater-ом, између осталих. Енди Мададијан је ирански јерменски уметник, а Виген Дердеријан је ирански јерменски џез и поп певач. Армик, ирански јерменски фламенко гитариста и композитор, познати је виртуоз новог фламенко жанра. Јерменско-амерички мултиинструменталиста Дани Бедросијан је главни клавијатуриста за Rock and Roll Hall of Fame бенд, Parliament-Funkadelic Џорџа Клинтона (такође познат као П-Функ), од 2003. године. Џорџ Мгрдичијан, рођен и одрастао у Њујорку, био је јерменски амерички музичар који је свирао неколико инструмената у џез жанру, укључујући оуд и кларинет.
Андре Манукијан је француски текстописац и џез пијаниста јерменског порекла. Учествовао је као судија на француској верзији Поп Идола, Nouvelle Star, 12 сезона. Године 2015. пратио је сиријско-јерменску певачицу Лену Чамамјан у продукцији модерних обрада јерменских народних песама као што су Sareri Hovin Mernem и Moutn'er.
Лена Чамамјан је сиријско-јерменска кантауторка која је постала позната по својим модернизованим џез обрадама традиционалних арапских и јерменских народних песама. Године 2014. била је члан жирија на међународном такмичењу за јерменску музику „Tsovits Tsov – ArmVision 2014“ у позоришту Кремљ у Москви.
Јерменско-америчка група "Талине и пријатељи" играли су главну улогу у развоју вештина јерменског језика за децу широм света од раних 1990-их.
Остали јерменски музичари су Ара Топоузијан који наступа на канону и VANArmenya, који пева и народне, дечје и патриотске песме, наступа на клавијатурама и промовише музику „другог Гомида“, Грикора Мирзајана Сунија.

### Видео
- „Shoghaken Ensemble live performance, April 21, 2004”. Архивирано из оригинала 18. 02. 2009. г.